# Babiana mucronata
Babiana mucronata är en irisväxtart som först beskrevs av Nikolaus Joseph von Jacquin, och fick sitt nu gällande namn av Ker Gawl. Babiana mucronata ingår i släktet Babiana och familjen irisväxter.

## Underarter
Arten delas in i följande underarter:
- B. m. minor
- B. m. mucronata